# Планетарна передача

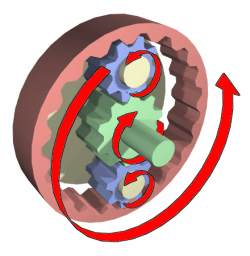
Планетарний механізм

Планета́рна переда́ча (епіциклічна передача, планетарний механізм) — зубчаста передача, в якій геометричні осі одного або декількох зубчастих коліс (сателітів), підтримуваних водилом, є рухомими по концентричній відносно центрального колеса траєкторії. Планетарну передачу з одним ступенем вільності називають звичайною (типовою), планетарну передачу з двома ступенями вільності називають диференціалом. Застосовуються в транспортних і вантажопідйомних машинах, приводах верстатів тощо.

## Елементи планетарної передачі
Деталі планетарного механізму мають спеціальні назви:
- зубчасте колесо із зовнішніми зубами, розташоване в центрі механізму, називають центральним або сонячним;
- колесо зі внутрішніми зубами називають короною або епіциклом;
- колеса, осі яких рухомі, називають сателітами;
- рухому ланку, на якій встановлено сателіти, називають водилом. Її на кінематичних схемах зазвичай позначають або цифрою, або латинською буквою h.

## Види планетарних передач

Планетарна передача в дії. Водило нерухоме

До типових планетарних передач належать:
- однорядний планетарний механізм (планетарний механізм Джемса);
- дворядний планетарний механізм (механізм Давида):
  - з одним зовнішнім і одним внутрішнім зачепленням;
  - з двома зовнішніми зачепленнями;
  - з двома внутрішніми зачепленнями.

Однорядний планетарний механізм
Дворядний планетарний механізм з двома зовнішніми зачепленнями.
Дворядний планетарний механізм з двома внутрішніми зачепленнями